# Top Model po-russki (mùa 1)
Top Model po-russki, Mùa 1 là mùa đầu tiên của Top Model po-russki được dựa theo America's Next Top Model của Tyra Banks. Chương trình được phát sóng trên Muz-TV từ tháng 4 đến tháng 5 năm 2011. Khác với phiên bản gốc của Top Model là hai tập sẽ được phát sóng trong mỗi tuần.
Cuộc thi được tổ chức bởi Ksenia Sobchak, người cũng sẽ là host của đầu tiên. Ban giám khảo bao gồm người mẫu Inna Zobova, nhà thiết kế Elena Suprun và nhiếp ảnh gia Mikhail Korolev. Các giám khảo khác bao gồm giám đốc sáng tạo Maxim Rapoport. Các giám khảo từ phiên bản gốc như Janice Dickinson và Jay Manuel cũng sẽ xuất hiện là khách mời trong chương trình.
Điểm đến quốc tế của mùa này là New York dành cho top 5.
Người chiến thắng trong cuộc thi là Maria Lesovaya, 21 tuổi từ Yekaterinburg. Gói giải thưởng cho cô bao gồm: một hợp đồng người mẫu với Wilhelmina Models ở New York, một hợp đồng quàng cáo cho Max Factor trong 1 năm và lên ảnh bìa tạp chí Cosmopolitan Beauty & 12 trang biên tập cho tạp chí Cosmopolitan

## Các thí sinh
(Tuổi tính từ ngày dự thi)
| Thí sinh            | Tuổi | Chiều cao               | Quê quán                | Bị loại ở | Hạng               |
| ------------------- | ---- | ----------------------- | ----------------------- | --------- | ------------------ |
| Katya Nikulina      | 26   | 172 cm (5 ft 7+1⁄2 in)  | Saint Petersburg        | Tập 2     | 17                 |
| Yelena Domashnyaya† | 20   | 172 cm (5 ft 7+1⁄2 in)  | Saint Petersburg        | Tập 3     | 16                 |
| Alyona Prokopova    | 19   | 174 cm (5 ft 8+1⁄2 in)  | Kursk                   | Tập 4     | 15 (dừng cuộc thi) |
| Karmela Amadio      | 19   | 175 cm (5 ft 9 in)      | Nalchik                 | Tập 5     | 14                 |
| Ksenia Dmitrieva    | 24   | 173 cm (5 ft 8 in)      | Moskva                  | Tập 5     | 13                 |
| Valeria Chertok     | 25   | 175 cm (5 ft 9 in)      | Norilsk                 | Tập 6     | 12                 |
| Ksenia Viktorova    | 19   | 180 cm (5 ft 11 in)     | Kazan                   | Tập 7     | 11                 |
| Arina Perchik       | 20   | 177 cm (5 ft 9+1⁄2 in)  | Tolyatti                | Tập 8     | 10                 |
| Anastasia Zharinova | 18   | 173 cm (5 ft 8 in)      | Oktyabrsky              | Tập 9     | 9                  |
| Liza Ramuravelu     | 23   | 179 cm (5 ft 10+1⁄2 in) | Moskva                  | Tập 9     | 8                  |
| Ksenia Timofeeva    | 18   | 174 cm (5 ft 8+1⁄2 in)  | Saint Petersburg        | Tập 11    | 7                  |
| Evgenia Timakova    | 22   | 174 cm (5 ft 8+1⁄2 in)  | Samara                  | Tập 12    | 6                  |
| Olga Timofeeva      | 18   | 174 cm (5 ft 8+1⁄2 in)  | Saint Petersburg        | Tập 13    | 5                  |
| Masha Minogarova    | 21   | 182 cm (5 ft 11+1⁄2 in) | Krasnodar               | Tập 14    | 4                  |
| Evgenia Frank       | 22   | 180 cm (5 ft 11 in)     | Shchuchinsk, Kazakhstan | Tập 16    | 3                  |
| Irina Adadurova     | 23   | 178 cm (5 ft 10 in)     | Bryansk                 | Tập 16    | 2                  |
| Maria Lesovaya      | 21   | 178 cm (5 ft 10 in)     | Yekaterinburg           | Tập 16    | 1                  |

1. ↑  Domashnyaya là một trong 224 hành khách đã thiệt mạng trong vụ tai nạn chuyến bay 9268 của Metrojet vào tháng 10 năm 2015
2. 1 2  Ksenia T. & Olga là chị em sinh đôi nhưng họ vẫn được đánh giá riêng..

## Thứ tự gọi tên
| 1  | Karmela    | Ksenia T.  | Liza       | Ksenia T.  | Ksenia V.  | Irina      | Anastasia  | Ksenia T.  | Maria      | Evgenia T. | Evgenia F. | Evgenia F. | Maria      | Irina      | Maria |  |  |  |  |  |  |  |  |  |
| 2  | Alyona     | Anastasia  | Karmela    | Ksenia V.  | Ksenia T.  | Ksenia T.  | Maria      | Olga       | Olga       | Evgenia F. | Olga       | Irina      | Irina      | Maria      | Irina |  |  |  |  |  |  |  |  |  |
| 3  | Masha      | Karmela    | Masha      | Maria      | Liza       | Olga       | Olga       | Evgenia T. | Evgenia F. | Maria      | Irina      | Maria      | Evgenia F. | Evgenia F. |       |  |  |  |  |  |  |  |  |  |
| 4  | Ksenia V.  | Evgenia F. | Arina      | Ksenia D.  | Evgenia T. | Maria      | Masha      | Liza       | Irina      | Masha      | Maria      | Masha      | Masha      |            |       |  |  |  |  |  |  |  |  |  |
| 5  | Ksenia D.  | Alyona     | Evgenia F. | Masha      | Arina      | Evgenia T. | Liza       | Anastasia  | Ksenia T.  | Irina      | Masha      | Olga       |            |            |       |  |  |  |  |  |  |  |  |  |
| 6  | Arina      | Evgenia T. | Ksenia V.  | Valeria    | Evgenia F. | Anastasia  | Arina      | Evgenia F. | Masha      | Olga       | Evgenia T. |            |            |            |       |  |  |  |  |  |  |  |  |  |
| 7  | Valeria    | Ksenia D.  | Ksenia T.  | Arina      | Masha      | Evgenia F. | Evgenia T. | Irina      | Evgenia T. | Ksenia T.  |            |            |            |            |       |  |  |  |  |  |  |  |  |  |
| 8  | Evgenia F. | Irina      | Alyona     | Evgenia T. | Olga       | Arina      | Evgenia F. | Maria      | Liza       |            |            |            |            |            |       |  |  |  |  |  |  |  |  |  |
| 9  | Yelena     | Arina      | Evgenia T. | Anastasia  | Irina      | Ksenia V.  | Irina      | Masha      | Anastasia  |            |            |            |            |            |       |  |  |  |  |  |  |  |  |  |
| 10 | Irina      | Olga       | Valeria    | Evgenia F. | Anastasia  | Masha      | Ksenia T.  | Arina      |            |            |            |            |            |            |       |  |  |  |  |  |  |  |  |  |
| 11 | Olga       | Masha      | Anastasia  | Liza       | Valeria    | Liza       | Ksenia V.  |            |            |            |            |            |            |            |       |  |  |  |  |  |  |  |  |  |
| 12 | Evgenia T. | Maria      | Maria      | Irina      | Maria      | Valeria    |            |            |            |            |            |            |            |            |       |  |  |  |  |  |  |  |  |  |
| 13 | Katya      | Valeria    | Irina      | Karmela    | Ksenia D.  |            |            |            |            |            |            |            |            |            |       |  |  |  |  |  |  |  |  |  |
| 14 | Liza       | Ksenia V.  | Olga       | Olga       | Karmela    |            |            |            |            |            |            |            |            |            |       |  |  |  |  |  |  |  |  |  |
| 15 | Anastasia  | Liza       | Ksenia D.  | Alyona     |            |            |            |            |            |            |            |            |            |            |       |  |  |  |  |  |  |  |  |  |
| 16 | Ksenia T.  | Yelena     | Yelena     |            |            |            |            |            |            |            |            |            |            |            |       |  |  |  |  |  |  |  |  |  |
| 17 | Maria      | Katya      |            |            |            |            |            |            |            |            |            |            |            |            |       |  |  |  |  |  |  |  |  |  |

     Thí sinh bị loại
     Thí sinh bị loại trước khi vào phòng đánh giá
     Thí sinh chiến thắng cuộc thi
- Tập 1 là tập casting và thứ tự gọi tên không phản ánh về việc thể hiện của các cô gái.
- Trong tập 4, Alyona và Olga rơi vào cuối bảng. Kể từ khi Alyona đã từ chối diện mạo mới của cô trong tuần đó, cô đã được đưa ra hai lựa chọn: cô có thể ở lại và phải thực hiện phần diện mạo mới của cô ấy, hoặc cô ấy dừng cuộc thi và cô chọn phương án thứ hai.
- Tập 10 & 15 là tập ghi lại khoảnh khắc từ đầu cuộc thi.

### Buổi chụp hình
- Tập 1: Chụp ảnh thử (casting)
- Tập 2: Áo tắm trên phong cảnh thành phố
- Tập 3: Ảnh quảng cáo nước hoa Bruno Banani với cơ thể của người mẫu nam
- Tập 4: Ảnh chân dung quảng cáo mỹ phẩm Max Factor
- Tập 5: Tạo dáng với trăn
- Tập 6: 12 cung hoàng đạo
- Tập 7: Vẽ hoa lên người trước phong cảnh hoa
- Tập 8: Tạo dáng dưới nước
- Tập 9: Ảnh quảng cáo sản phẩm của Gillette Venus Embrace với người mẫu nam
- Tập 11: 7 tội lỗi chết người
- Tập 12: Pin-up
- Tập 13: Tạo dáng trước phong cảnh tòa nhà cao tầng của New York
- Tập 14: Hóa thân thành những nhân vật huyền thoại
- Tập 16: Quảng cáo cho mỹ phẩm Max Factor; Ảnh bìa tạp chí Cosmopolitan